# مارماهی شیاردار
مارماهی شیاردار (نام علمی: Neoconger mucronatus) نام یک گونه از سرده مارماهی‌های بزرگ نو است.